# Agugliano
Agugliano est une commune italienne d'environ 4 788 habitants, située dans la province d'Ancône, dans la région Marches, en Italie centrale. Elle est jumelée avec Jonage (Rhône).

## Histoire
La première mention écrite d'Agugliano se trouve dans une bulle du pape Alexandre II, datée du 26 décembre 1062, où l'église Sainte-Marie d'Agugliano (Auguliano à l'époque) est citée (Ecclesia S. Mariae de Auguliano).

## Monuments et patrimoine
- Église du Très-Saint-Sacrement : la fête du patron de la ville, saint Anastase, s'y célèbre tous les ans. On remarque à l'intérieur du côté gauche une toile attribuée au Pérugin (XVIIe siècle). Du côté droit se trouve le monument funéraire du cardinal Vico sous un crucifix antique. Une toile dans l'abside représente en bas à droite saint Charles Borromée (ancien gouverneur de la province).
- Église Sainte-Marie-de-Nazareth : une inscription sur une plaque de marbre rappelle que l'église a été construite en 1304, ce qui laisse supposer qu'elle se trouve à l'emplacement de l'ancienne église Sainte-Marie déjà mentionnée au XIe siècle dans la bulle d'Alexandre II. On remarque dans l'abside un tableau du XVIIe siècle représentant une translation de la Sainte Maison. Le cardinal Vico fait restructurer en 1926 le chœur des chanoines, démolir le campanile pour en faire bâtir un nouveau.
- Église Sainte-Anne de Borgo Ruffini : cette petite église est construite comme église familiale des marquis Ruffini à la fin du XVIe siècle. La fête de sainte Anne y est solennisée le 26 juillet. À la mort du marquis Giovanni Ruffini (1824), l'église devient propriété de la commune, selon les dernières volontés testamentaires du marquis.

## Personnalités
- Antonio Vico (1847-1929), nonce et cardinal

## Administration
| Période                                  | Période | Identité | Étiquette | Qualité |
| ---------------------------------------- | ------- | -------- | --------- | ------- |
|                                          |         |          |           |         |
| Les données manquantes sont à compléter. |         |          |           |         |

### Hameaux
Castel D'Emilio, la Chiusa, il Molino

### Communes limitrophes
Ancône, Camerata Picena, Jesi, Polverigi.